# Biatora
Biatora Fr. (wyprószek) – rodzaj grzybów z rodziny odnożycowatych (Ramalinaceae). Ze względu na współżycie z glonami zaliczany jest do grupy porostów.

## Systematyka i nazewnictwo
Pozycja w klasyfikacji według Index Fungorum: Ramalinaceae, Lecanorales, Lecanoromycetidae, Lecanoromycetes, Pezizomycotina, Ascomycota, Fungi.
Nazwa polska według W. Fałtynowicza.

## Gatunki występujące w Polsce
- Biatora amaurospoda Anzi[3] – wyprószek reglowy
- Biatora carneoalbida (Müll. Arg.) Coppins 1992 – tzw. grzezica jasna
- Biatora chrysantha (Zahlbr.) Printzen 1994 – wyprószek złocisty
- Biatora efflorescens (Hedl.) Räsänen 1935 – wyprószek rozkwitający
- Biatora epixanthoides (Nyl.) Diederich 1989 – wyprószek przypłoszek
- Biatora fallax Hepp 1860[3] – wyprószek blady
- Biatora globulosa (Flörke) Fr. 1845 – tzw. miseczniczka główkowata, krużyk główkowaty
- Biatora mendax Anzi 1826[3] – wyprószek zgniły
- Biatora ocelliformis (Nyl.) Arnold 1870[3] – wyprószek oczkowaty
- Biatora pallens (Kullh.) Zahlbr[3]. – wyprószek jasny
- Biatora pilularis (Hepp ex Körb.) Hepp 1860 – tzw. grzezica kulista, wyprószek kulisty, kropnica kulista, krużyk kulisty
- Biatora vernalis (L.) Fr. 1822 – wyprószek wiosenny

Nazwy naukowe na podstawie Index Fungorum. Nazwy polskie według checklist W. Fałtynowicza.